# Нежухів (зупинний пункт)
Нежухі́в — пасажирський залізничний зупинний пункт Львівської дирекції Львівської залізниці на електрифікованій лінії Стрий — Самбір між станціями Стрий (5 км) та Верхні Гаї (10 км). Розташований в селі Нежухів Стрийського району Львівської області

## Пасажирське сполучення
На зупинному пункті Нежухів зупиняються приміські електропоїзди сполученням Стрий — Самбір. 